# Àcid poliglicòlic
El poliglicolat o àcid poliglicòlic és un polímer biodegradable, termoplàstic i el més simple dels polièsters alifàtics lineals. Pot preparar-se a partir d'àcid glicòlic per mitjà de la policondensació o certes formes de polimerització. El poliglicolat s'ha conegut des de 1954 com una fibra dura de formació de polimèrica. A causa de la seva inestabilitat hidrolítica, el seu ús va ser inicialment limitat. En l'actualitat el poliglicolat i els seus copolímers amb àcid làctic o sense són àmpliament utilitzats com a material per a la síntesi de sutures absorbibles i s'estan avaluant en altres àrees del camp biomèdic.

## Usos
Tot i que es coneixia el poliglicolat des de 1954, se li havia donat poc ús per la seva fàcil degradació en comparació amb altres polímers sintètics. No obstant això el 1962 aquest polímer va ser utilitzat per desenvolupar la primera sutura absorbible sintètica sota la marca registrada de Dexon. Com que el poliglicolat té fibres fortes i que es degraden a monòmers solubles en aigua, les sutures fetes amb aquest polímer han trobat ús en certs procediments quirúrgics. Sovint, aparells i dispositius mèdics implantables s'han produït amb poliglicolat, sovint en combinació amb l'àcid làctic.

## Avantatges
El poliglicolat és un material resistent, no és rígid, no s'esfilagarsa i ofereix bona seguretat del nus durant la sutura. En general, presenta les característiques de força de tensió i absorció semblants a la poliglactina 910.